# 998
Năm 998 là một năm trong lịch Julius.

## Sinh
- George I của Gruzia

## Mất
- Abu'l-Wafa, nhà toán học Iran
- Damian Dalassenos, Byzantine công tước của Antioch